# Cellula gametica
Una cellula gametica, anche chiamata cellula sessuale o più semplicemente gamete (dal greco γαμέτης [gamètes, "marito"] / γαμετή [gameté, "moglie"]), è una cellula germinale matura destinata alla riproduzione sessuata. Ha un corredo cromosomico aploide, cioè in unica copia, derivato dalla meiosi, che viene completato dall'unione con un altro gamete.
Quasi tutti gli eucarioti presentano due tipi di gameti: maschile (detto negli animali spermatozoo) e femminile (detto negli animali  cellula uovo). La cellula uovo può essere enorme, come ad esempio l'uovo di struzzo. Nei vegetali i gameti assumono nomi diversi nelle varie categorie tassonomiche. Un solo gamete maschile feconda un gamete femminile; più precisamente negli animali viene fecondato l'ovocita secondario, che costituisce lo stadio maturativo che precede la seconda divisione meiotica che porta alla cellula uovo. Al momento della fecondazione i due gameti mettono in comune i due corredi e ricostituiscono il corredo diploide del nuovo individuo.

## Gameti uguali e gameti diversi
Il gamete è un involucro che contiene il corredo aploide, quindi in teoria sembrerebbe sufficiente che i due gameti che si congiungono siano uguali. In realtà questo accade in organismi piuttosto primitivi, come ad esempio alcuni tipi di alghe (isogamia). Tale sistema però è scarsamente efficiente.
Tutte le forme viventi "superiori" hanno seguito un'altra via, quella della specializzazione delle funzioni in due gameti diversi, prodotti in organi specifici detti gonadi:

### Specializzazione dei gameti
I gameti, oltre al proprio corredo aploide, hanno un sofisticato sistema di produzione dell'energia: contengono infatti particolari alfa-proteobatteri strettamente endosimbionti, un tempo ritenuti organuli, detti, insieme all'endosoma che li contiene, mitocondri (le cellule vegetali hanno anche particolari cianobatteri, detti, insieme all'endosoma, plastìdi). Tali endosimbionti, estranei alla meiosi, hanno un loro microscopico corredo genetico batterico, che non ha subito dimezzamento. All'inizio i gameti, con l'energia del sistema mitocondriale, provvede a dare energia alla fecondazione; quando il corredo genetico diploide (e/o poliploide) verrà ricostituito, i mitocondri dell'ex gamete femminile, ora divenuti dello zigote e delle sue cellule figlie, in replicazione con le cellule, continueranno a dare energia, che proviene dall'utilizzo di materiale di scorta, per la costituzione del nuovo individuo (colonia cellulare).
Appare evidente che tutta questa dotazione debba avere una struttura di dimensioni e volume adeguato; il gamete femminile sarà quindi piuttosto grande ed immobile, e sarà detto ovulo. 
La specializzazione del gamete maschile è quello di recare la propria metà di corredo, spostandosi dalla sua sede a quella del gamete femminile perché possano combinarsi.
Avrà quindi, racchiuso in un piccolo ma robusto involucro, il suo corredo aploide ed un sistema per il solo movimento, adeguato e necessario a raggiungere l'altro gamete, introdurre il proprio corredo  presso il corredo dell'altro gamete, e permettere così che lo zigote neoformato prosegua per quanto gli compete. Il gamete così costituito, sostanzialmente più piccolo di quello femminile è detto maschile. Si ha quindi una perfetta specializzazione dei due gameti.

## Individui uguali e individui diversi
Di norma l'individuo, o la parte, che produce gameti maschili è detto maschio, e quello che produce gameti femminili è detto femmina.
Se l'incombenza dell'individuo è solo di produrre gameti, di un tipo o dell'altro, è evidente che possano non essere necessarie diversità sostanziali nella struttura del corpo dell'individuo stesso, soprattutto se la fecondazione è esterna, (possono essere citati ad esempio i pesci, o ad esempio nelle piante).
Diversa è la questione se la fecondazione, e magari anche lo sviluppo del nuovo individuo, avviene all'interno del corpo dell'individuo che ha in possesso l'ovulo fecondato (la femmina). In tal caso l'individuo femmina finisce con l'essere nettamente specifico per tale funzione, e quindi può divergere anche profondamente come forma dall'individuo di sesso opposto.

## Qualità e quantità
Le strategie evolutive della costituzione del sistema gametico sono innumerevoli e sono basate sugli ugualmente innumerevoli sistemi vitali.
L'utilizzo della fecondazione esterna pone un problema fondamentale: i gameti sono rilasciati in un ambiente esterno ostile e devono essere tutti dotati di quanto necessario a svolgere la funzione. Ad esempio nei pesci ogni singola deposizione di uova di una trota riguarda migliaia di uova (ovuli) di circa 4 mm di diametro, (questo accade perché ogni ovulo deve comunque contenere tutto il necessario per sviluppare il nuovo individuo, anche se ogni ovulo ha poche possibilità di andare a buon fine). I gameti maschili sono rilasciati in ambiente esterno e devono essere in numero enorme dato che le probabilità globali di successo nell'incontro con l'altro gamete sono piuttosto basse, (semplicemente i gameti sono dispersi nell'acqua) solo pochi individui si formeranno, sulle migliaia di teoricamente possibili.
Per contro, in gran parte, le cure parentali si esauriscono rapidamente e spesso sono limitate alla sola emissione dei gameti.
Nella fecondazione interna la questione è completamente diversa, caso limite si ha anche nelle specie umana, dove la emissione di gameti maschili è inferiore in numero, e ancor di più lo è quella dei gameti femminili, emessi in numero massimo ogni volta da uno a (raramente o molto raramente) due o tre per emissione, per un totale in tutta la vita fertile della femmina di circa 400; le dimensioni dell'ovulo inoltre sono minime (pochi decimi di millimetro). Chiaramente le dotazioni dell'ovulo in tal caso non sono quelle necessarie allo sviluppo del nuovo individuo, ma solo quelle a permettere l'impianto in una struttura specifica che provvederà allo sviluppo ulteriore, come quella placentare. Sicuramente questo è molto importante
Quindi nella specie umana l'investimento in quantità dei gameti è notevolmente ridotto, ed è invece particolarmente ottimizzato ed efficiente quello in qualità, è da notare che però sono enormemente aumentati gli oneri degli impianti successivi, organici e comportamentali (cure parentali); come conseguenza le probabilità di successo sono molto elevate (i pochi gameti coinvolti hanno elevate probabilità di successo).